# Lyska černá
Lyska černá (Fulica atra, syn. Fulica prior) je středně velký plovavý pták široce rozšířený na velkém území Eurasie, v Indonésii, Austrálii a severní Africe (viz mapka níže).

## Popis
- Délka těla: 37–42 cm
- Rozpětí křídel: 70 cm
- Hmotnost: 0,6–1,2 kg

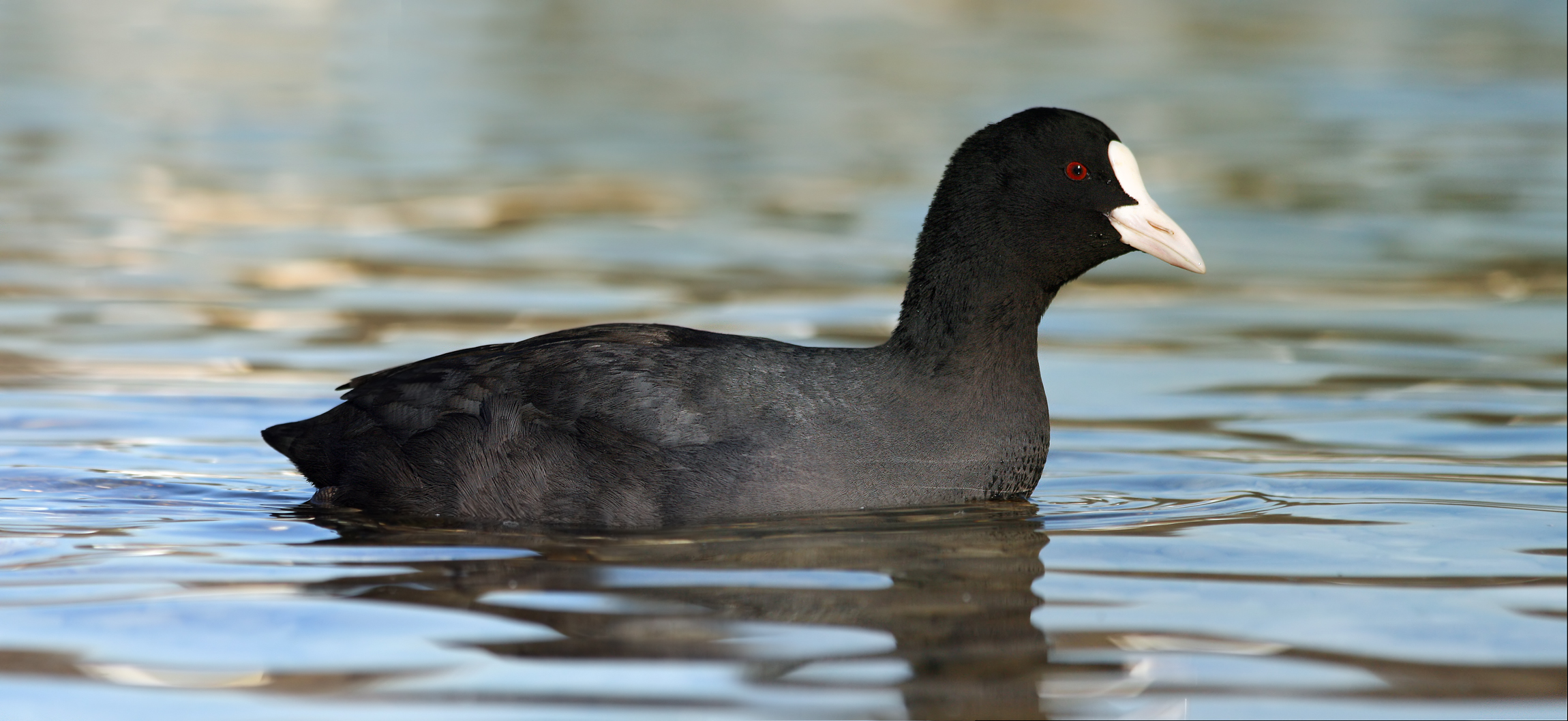
Lyska černá

Lyska černá má robustní tělo celé porostlé lesklým černým peřím. Odlišné barvy je pouze bílý zašpičatělý zobák a čelní štítek, červené oči a šedé končetiny, na kterých nemá plovací blány, ale pouze kožní lemy. Mezi pohlavími je slabě vyvinut sexuální dimorfismus. Samec má o něco větší čelní štítek než samice, zbarvením se od sebe neliší. Mladí ptáci jsou barvitější, postrádají čelní štítek a mají bíle zbarvenou přední část hrdla. Čelní štítek bývá navíc o něco větší na jaře než na podzim. Při plavání lyska navíc kývá hlavou střídavě dopředu a dozadu a před potopením provádí jakousi „šipku“.

## Život
Lyska černá je typickým obyvatelem stojatých vod všeho druhu, v městech ji můžeme spatřit především v zimě, kdy se stěhuje na parková jezírka. Je částečně tažná. Část evropské a asijské populace se stěhuje na jih a západ a opouští již zamrzlé vody.
Potravu vyhledává především ve vodě a tvoří ji různé druhy vodních rostlin, malí vodní živočichové nebo případě části rostlin rostoucích na břehu. Pokud je vyplašena, s cákáním se nejprve rozbíhá po vodě a mohutně plácá křídly. To může navodit dojem, že nejde o dobrého letce, ale opak je pravdou a nejčastěji se prokazuje při jejich mnohdy dlouhých migracích.
Lyska černá patří mezi poměrně hlučné ptáky s bohatou škálou zvuků. Nejvíce se ozývá při hnízdění nebo vyplašení, přičemž se samice ozývá chraptivým „kev“ a samec ostrým „pix“ nebo „psssi“.
Během období rozmnožování se u samců lysky černé projevuje neobvyklá agrese a masivní bránění svého teritoria, které trvá až do konce hnízdění. Ostrůvkovité a kopcovité hnízdo si staví z vodních rostlin, větviček a rákosu a je vždy umístěné v těsné blízkosti s vodou. Mnohdy buduje ještě jedno hnízdo určené k přespání nebo odpočinku dospělých ptáků. Hnízdí od dubna do května a klade 6 až 15 bíločerných vajec. Mláďata se líhnou po 22 dnech a jsou krmena oběma rodiči. Při nedostatku potravy se však u dospělců objevuje neobvyklá agrese v podobě silného klování, které se může vychýlit až k usmrcení několika mláďat. Jedná se o poměrně dlouhověký druh, který se může dožít i více než 15 let.

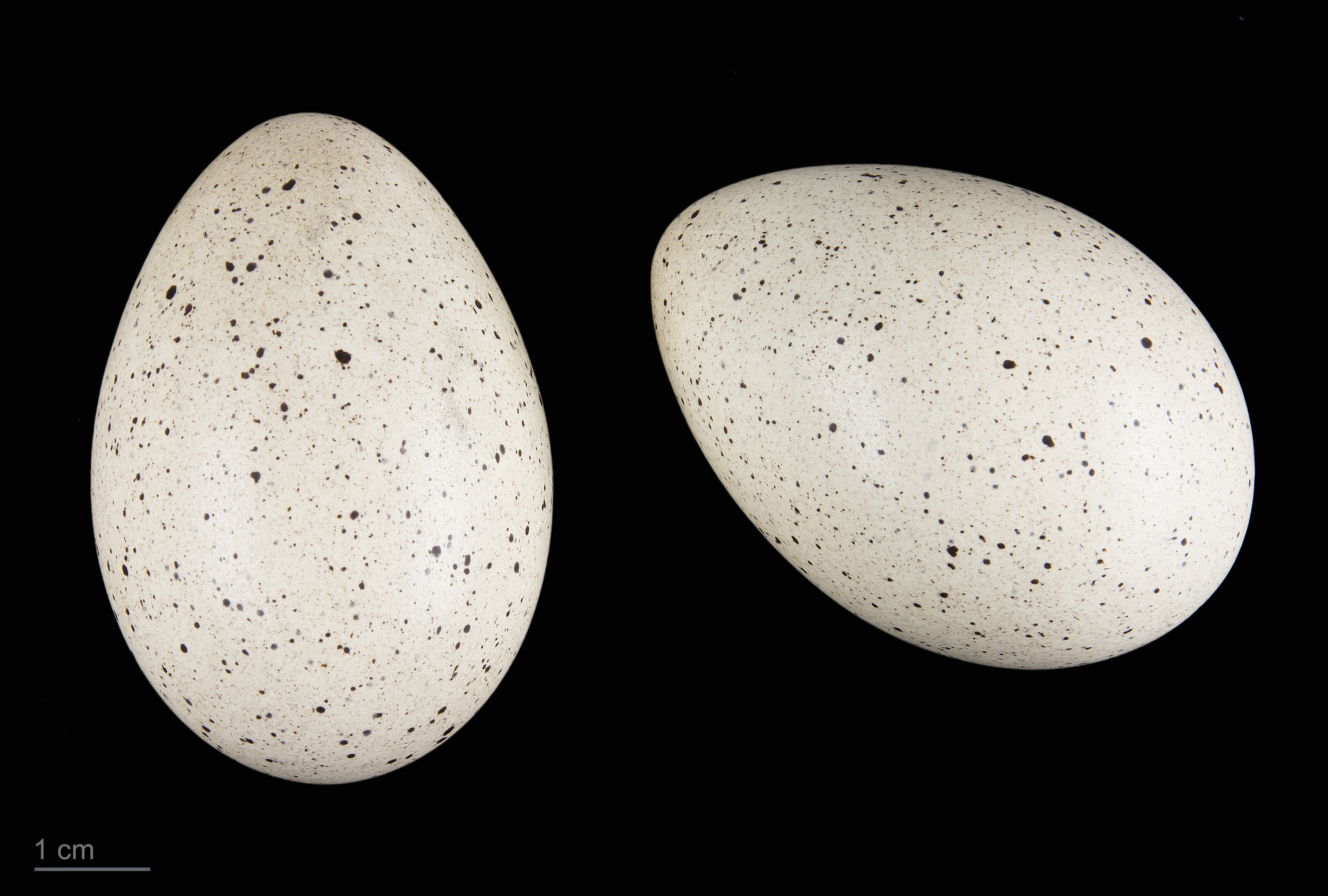
Vejce lysky černé (Fulica atra)
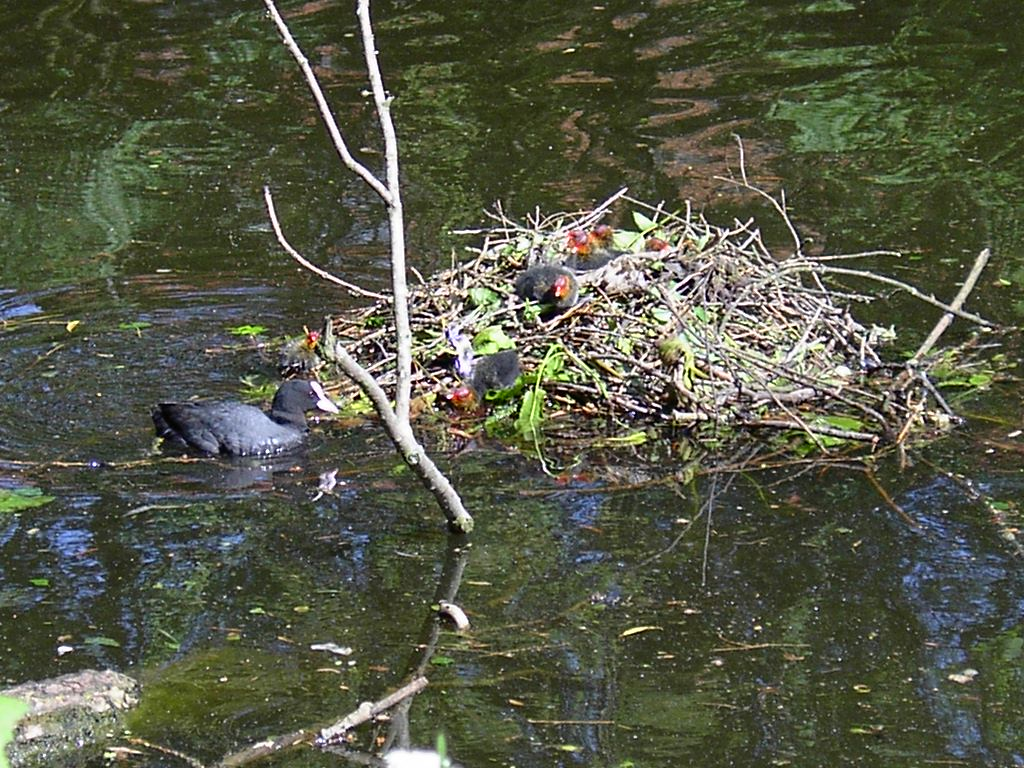
Hnízdo lysky černé s mláďaty
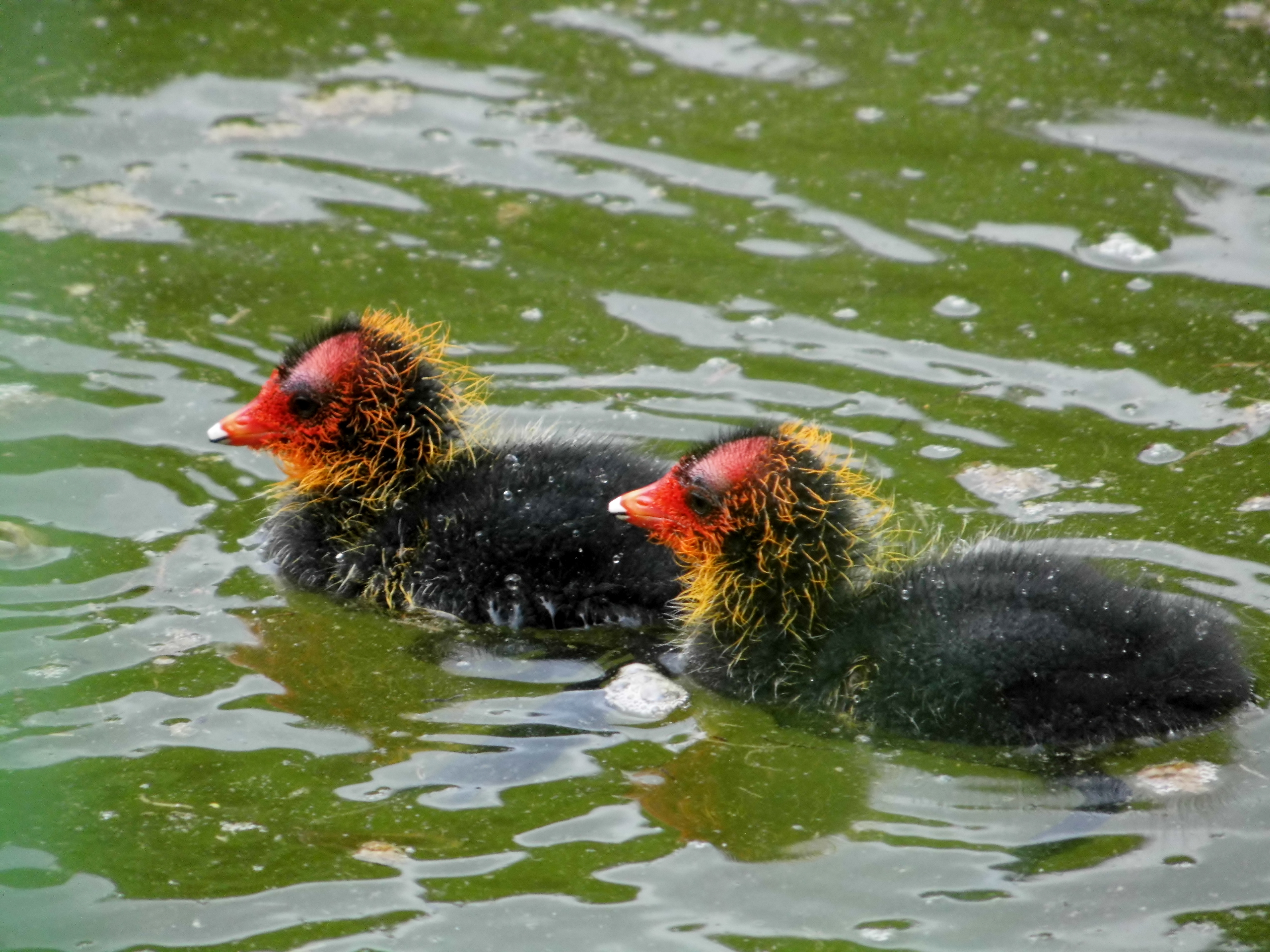
Mláďata lysky černé

## Výskyt a početnost v Česku
V České republice se jedná o běžný druh vyskytující se na 76–80 % území. Počet hnízdících párů se odhaduje na 20–40 tisíc (v roce 1989 to bylo 30–60 tisíc). Je též předmětem Dohody o ochraně africko-euroasijských stěhovavých vodních ptáků (AEWA).

## Poddruhy
U lysky černé jsou rozeznávány 4 poddruhy:
- Fulica atra atra – Evropa, severní Afrika, Azory, Kanárské ostrovy a střední Asie.
- Fulica atra lugubris – Jáva i Nová Guinea
- Fulica atra novaeguinea – Nová Guinea
- Fulica atra australis – Austrálie, Tasmánie a Nový Zéland